# The Caution Horses
The Caution Horses — студийный альбом канадской альт-кантри группы Cowboy Junkies, изданный в 1990 году на лейбле RCA Records.

## Список композиций
| №   | Название                             | Автор(ы)             | Длительность |
| --- | ------------------------------------ | -------------------- | ------------ |
| 1.  | «Sun Comes Up, It’s Tuesday Morning» | Майкл Тимминс        | 3:56         |
| 2.  | «’Cause Cheap Is How I Feel»         | Майкл Тимминс        | 4:13         |
| 3.  | «Thirty Summers»                     | Майкл Тимминс        | 4:15         |
| 4.  | «Mariner’s Song»                     | Майкл Тимминс        | 6:20         |
| 5.  | «Powderfinger»                       | Нил Янг              | 5:46         |
| 6.  | «Where Are You Tonight?»             | Майкл Тимминс        | 5:07         |
| 7.  | «Witches»                            | Майкл Тимминс        | 2:44         |
| 8.  | «Rock and Bird»                      | Майкл Тимминс        | 3:30         |
| 9.  | «Escape Is So Simple»                | Майкл Тимминс        | 5:15         |
| 10. | «You Will Be Loved Again»            | Мэри Маргарет О’Хара | 3:26         |

## Участники записи
- Марго Тимминс — вокал
- Майкл Тимминс — гитара
- Алан Энтон — бас-гитара
- Питер Тимминс — барабаны

Приглашённые музыканты
- Jaro Czerwinec — аккордеон
- Джефф Бёрд — народная скрипка, мандолина, губная гармоника
- Kim Deschamps — педальная и наколенная слайд-гитара
- David Houghton — перкуссия